# ハーディン郡 (テキサス州)
ハーディン郡（ハーディンぐん、英: Hardin County）は、アメリカ合衆国テキサス州の東部に位置する郡である。2010年国勢調査での人口は54,635人であり、2000年の48,073人から13.7%増加した。郡庁所在地はクーンツ市（人口2,123人）であり、同郡で人口最大の都市はランバートン市（人口11,943人）である。ハーディン郡は1858年に設立され、郡名はリバティー郡から来たハーディン家に因んで名付けられた。
ハーディン郡はボーモント・ポートアーサー大都市圏に属している。

## 地理
アメリカ合衆国国勢調査局に拠れば、郡域全面積は897平方マイル (2,323 km2)であり、このうち陸地894平方マイル (2,315 km2)、水域は3平方マイル (8 km2)で水域率は0.34%である。ハーディン郡は南東テキサスの平坦な海岸平原に位置し、メキシコ湾からは北に約30マイル (50 km) である。土地はビッグシケットの深い森に覆われている。郡内には多くの小河川、クリークが流れてネチェス川に集まり、それが東側郡境になっている。

### 主要高規格道路
- アメリカ国道69号線/アメリカ国道287号線
- アメリカ国道96号線
- テキサス州道105号線
- テキサス州道326号線
- テキサス州道327号線

### 隣接する郡
- タイラー郡 - 北
- ジャスパー郡 - 東
- オレンジ郡 - 南東
- ジェファーソン郡 - 南
- リバティー郡 - 南西
- ポーク郡 - 北西

ジャスパー郡とオレンジ郡に接する東側郡境がネチェス川になっている。ジェファーソン郡と接する南側郡境はパインアイランド・バイユーになっている。

### 国立保護地域
- ビッグシケット国立保護区（部分）

## 人口動態
以下は2000年の国勢調査による人口統計データである。
| 基礎データ - 人口: 48,073人 - 世帯数: 17,805 世帯 - 家族数: 13,638 家族 - 人口密度: 21人/km2（54人/mi2） - 住居数: 19,836軒 - 住居密度: 9軒/km2（22軒/mi2） 人種別人口構成 - 白人: 90.86% - アフリカン・アメリカン: 6.91% - ネイティブ・アメリカン: 0.32% - アジア人: 0.23% - 太平洋諸島系: 0.01% - その他の人種: 0.74% - 混血: 0.93% - ヒスパニック・ラテン系: 2.54% 年齢別人口構成 - 18歳未満: 27.8% - 18-24歳: 8.5% - 25-44歳: 28.3% - 45-64歳: 23.2% - 65歳以上: 12.2% - 年齢の中央値: 36歳 - 性比（女性100人あたり男性の人口） - 総人口: 96.7 - 18歳以上: 92.4 | 世帯と家族（対世帯数） - 18歳未満の子供がいる: 37.2% - 結婚・同居している夫婦: 62.6% - 未婚・離婚・死別女性が世帯主: 10.2% - 非家族世帯: 23.4% - 単身世帯: 20.7% - 65歳以上の老人1人暮らし: 9.2% - 平均構成人数 - 世帯: 2.68人 - 家族: 3.09人 収入と家計 - 収入の中央値 - 世帯: 37,612米ドル - 家族: 42,890米ドル - 性別 - 男性: 35,881米ドル - 女性: 22,823米ドル - 人口1人あたり収入: 17,962米ドル - 貧困線以下 - 対人口: 11.2% - 対家族数: 8.8% - 18歳未満: 13.3% - 65歳以上: 10.6% |

## 都市と町
- クーンツ - 郡庁所在地
- ランバートン
- ローズヒルエーカーズ
- シルスビー
- サワーレイク

### 国勢調査指定地域
- パインウッドエステイツ

### 未編入の町
- バットソン
- ブラッグ
- ハニーアイランド
- サラトガ
- シケット
- ボートー
- ビレッジミルズ
- ワイルドウッド